# Servette RC
Der Servette Rugby Club (kurz Servette RC) ist ein Schweizer Rugby-Union-Verein aus Genf. Er wurde 2014 gegründet und nimmt nicht an der Schweizer Rugby-Union-Meisterschaft teil. Stattdessen besitzt er eine französische Lizenz und ist an den Wettbewerben der Fédération française de rugby beteiligt. Nach neun Aufstiegen in nur zehn Jahren spielt der Servette RC zurzeit (2025) in der vierthöchsten französischen Liga, der semiprofessionellen Nationale 2. Bedeutendster Erfolg bisher ist der Meistertitel in der Saison 2023/24 der höchsten französischen Amateurliga, der Fédérale 1.

## Vereinsstruktur
Besitzerin des Servette RC ist die Fondation 1890, die eine dominante Stellung beim Profisport im Kanton Genf einnimmt. Neben dem Rugbyverein gehören dieser gemeinnützigen Stiftung auch der Fussballverein Servette FC und der Eishockeyverein Genève-Servette HC; ebenso unterstützt sie das Frauenfussballteam Servette FC Chênois Féminin. Diese enge Verflechtung ermöglicht vielfältige Synergien. Die Finanzierung der Fondation 1890 erfolgt vollständig über die nach Hans Wilsdorf benannte Fondation Hans Wilsdorf, die in Verbindung mit dem in Genf ansässigen Uhrenkonzern Rolex steht.

## Geschichte

### Rugbysport im Kanton Genf
Die Geschichte des Rugbysports in Genf reicht bis ins späte 19. Jahrhundert zurück. Der Schüler Émile Fiala erhielt von seinem Vater, der von einer Reise nach England zurückgekehrt war, einen Rugbyball geschenkt. Er scharte eine Gruppe junger Männer aus dem Stadtteil La Servette um sich, die auf dem Terrain Pré Wendt zu spielen begannen. Unter dem Vorsitz von Émile Bailly gründete sich daraufhin am 20. März 1890 der Servette FC als offiziell erster Rugbyverein der Schweiz. Bald zogen die Spieler auf das Terrain Prairie um. Die Mitgliederzahl stieg stetig an, und der Verein erhielt später die offizielle Genehmigung, auf der besser geeigneten Plaine de Plainpalais zu spielen. Wegen der dort stattfindenden Landesausstellung 1896 mussten sie zwei Jahre lang aussetzen. Als der Verein seine Aktivitäten wieder aufnehmen konnte, wurde es wegen der wachsenden Beliebtheit von Fussball immer schwieriger, passende Gegner in der Schweiz zu finden, weshalb er sich mehr in Richtung Frankreich orientieren musste. Der Servette-Kapitän François Dégerine war 1899 grösstenteils für die Gründung der Fussballabteilung verantwortlich, die in kurzer Zeit die führende Rolle innerhalb des Vereins übernahm. Hingegen fristete die Rugbyabteilung des Servette FC zunehmend ein Schattendasein und stellte ihren Betrieb zu Beginn des Ersten Weltkriegs ein, als keine französischen Gegner mehr zur Verfügung standen. Neue Vereine im Kanton Genf entstanden erst wieder in den 1960er Jahren.

### Neun Aufstiege in zehn Jahren
Um den Schweizer Rugbysport auf ein höheres Niveau zu bringen, hatten der ehemalige Nationalspieler Alain Studer und der Sportfunktionär Didier Fischer die Idee, in Genf einen neuen Verein zu gründen, der in der französischen Meisterschaft spielen sollte. Ebenso sollten die Nachwuchsarbeit in der Region markant verbessert und ein Trainingszentrum errichtet werden. Der Verein sollte nicht nur den Kanton Genf repräsentieren, sondern auch die grenznahen Regionen der Départements Ain und Haute-Savoie. Der kanadische Unternehmer Hugh Quennec, der damalige Besitzer der Fussball- und Eishockeyclubs von Servette, liess sich vom Projekt überzeugen und stimmte seiner Finanzierung zu. Die offizielle Gründung des Vereins erfolgte Mitte Februar 2014. Servette traf die Vereinbarung, nur eine begrenzte Anzahl Spieler von anderen Schweizer Vereinen abzuwerben und ansonsten hauptsächlich Franzosen zu verpflichten. Die Fédération française de rugby (FFR) stimmte der Aufnahme eines Schweizer Vereins zu, verfügte aber, dass Servette in der untersten Spielklasse beginnen müsse, der 4. Serie des Regionalverbands Lyonnais (entsprechend der damaligen elften Spielklasse).
Nach dem Start der ersten Saison 2014/15 etablierte sich Servette umgehend als hoch überlegene Mannschaft, der die Gegner kaum etwas entgegenzusetzen hatten. Die Genfer hatten bald ein Image als «Club der Reichen», zumal das damalige Jahresbudget von 500'000 Franken ein Mehrfaches dessen betrug, das einem Amateurverein zur Verfügung steht. Servette selbst sieht sich als Ausbildungsverein, der die besten Talente der grenzüberschreitenden Agglomeration Grand Genève gezielt fördert. Bis zum Ende der Saison 2017/18 gelang weitgehend mühelos der Aufstieg bis in die 1. Serie (8. Spielklasse). Hugh Quennec sah sich 2018 aus finanziellen Gründen gezwungen, sich von seinen sportlichen Geschäften zu trennen und verkaufte sämtliche Anteile an die von Didider Fischer geleitete Fondation 1890, womit die Finanzierung des Rugbyvereins weiterhin gesichert war. 2019 erhöhte sich das Jahresbudget bereits auf etwa 800'000 Franken. Über die Promotion d’honneur und das Championnat d’honneur stiess Servette auf die Saison 2019/20 hin in die Fédérale 3 vor, der niedrigsten der drei landesweiten Amateurklassen (5. Spielklasse).
2020 fiel die Finalrunde aufgrund der COVID-19-Pandemie vollständig aus, doch Servette war als einer der Gruppensieger ohnehin für den Aufstieg in die Fédérale 2 berechtigt. Die Saison 2020/21 musste ebenfalls vorzeitig abgebrochen werden. Da erst vier Runden absolviert worden waren, blieb die Zusammensetzung der Ligen gleich. Die Saison 2021/22 wurde wie geplant ausgetragen und Servette stieg nochmals eine Stufe höher in die Fédérale 1. Der angestrebte nächste Aufstieg gelang zum Ende der Saison 2023/24: Die Genfer qualifizierten sich für die K.-o.-Phase der Fédérale 1 und stiessen bis in den Final vor, in dem sie den baskischen Verein SA Mauléon mit 28:9 bezwangen. Dieser Sieg war gleichbedeutend mit dem Gewinn des prestigeträchtigen französischen Amateurmeistertitels. Gemäss der bisherigen Ligenstruktur wäre Servette nun in die Profiliga Pro D2 aufgestiegen, doch die FFR hatte in der Zwischenzeit zwei neue Spielklassen für semiprofessionelle Teams eingeschoben. Dadurch sollte insbesondere der enorme finanzielle Aufwand, den Amateurvereine betreiben mussten, um konkurrenzfähig zu bleiben, ausgeglichen werden. Somit absolvierten die Genfer die Saison 2024/25 in der neuen Nationale 2, die sie auf dem sechsten Platz abschlossen.

## Spielstätten
Nominelles Heimstadion des Servette RC ist das Stade de Genève im Genfer Vorort Lancy. Es bietet eine Kapazität von 30'084 Zuschauern und wird mit dem Fussballverein Servette FC geteilt. Ausgetragen werden hier jedoch zurzeit nur Heimspiele von besonders grossem Zuschauerinteresse. Ansonsten nutzt Servette mehrere kleinere Stadien in der Agglomeration: das Centre sportif des Cherpines in Plan-les-Ouates (zusammen mit dem RC Genève Plan-les-Ouates), das Stade d’Athenaz in Avusy (zusammen mit dem RC Avusy), das Stade Henri Jeantet in Annemasse und die Plaine des sports d’Arlod in Valserhône.
Die Verantwortlichen von Servette planen für 2027 oder 2028 die Inbetriebnahme eines eigenen Stadions, das an einem noch nicht bekanntgegebenen Ort im Kanton Genf entstehen soll. Es soll über einen Kunstrasen verfügen und eine Kapazität von etwa 2500 Zuschauern aufweisen; vorgesehen ist auch eine Nutzung durch andere Schweizer Vereine und die Schweizer Nationalmannschaft.

## Vereinsname
Der Verein begann 2014 unter dem Namen Servette Rugby Club de Genève. 2018 benannte er sich in Servette Rugby Genève um. Seit 2023 heisst er Servette Rugby Club.

## Erfolge
- Meister der Fédérale 1 (2024)
- Meister des Championnat d’honneur (2019)
- Meister der Promotion d’honneur (2018)
- Meister der 1. Serie (2017)
- Meister der 2. Serie (2016)
- Meister der 3. Serie (2015)